# Boerkozen
Boerkozen of 'perkuzen' zijn landbouwers die aan kleinschalige gemengde tuinbouw doen in de buurt van Brussel. De traditie van het 'boerkozen' is typisch voor het Pajottenland en de Zennevallei en behoort tot het immaterieel erfgoed van de streek ten westen van Brussel.

## Oorsprong van de term 'Boerkoos'
Boerkoos is afgeleid van het Middelnederlandse woord broeckoys en is samengesteld uit het woord broeck (moeras) en de Middelfranse uitgang -oys (bewoner van, man van, bijvoorbeeld zoals in Bruxellois). In de loop van de eeuwen werd broeckoys vervormd tot broekois, boerkoos, berkoos, berkuus, perkuus. In de 14de eeuw woonden de warmoezeniers, de tuintelers, immers in het gedeelte van Brussel genaamd Orsendale oftewel Broekland.
Perkkoos of boerkoos refereert tevens naar de kleine percelen (of perken) die gebruikt werden voor de teelt.

## Historiek

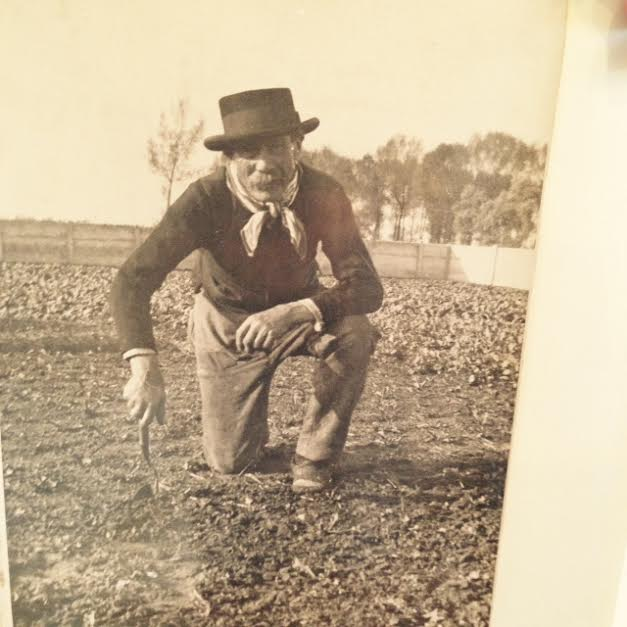
Boerkozen einde van de 19e eeuw (Dilbeek)

Boerkozen zijn tuinbouwers die verschillende groenten en fruit kweken in de plaats van zich te specialiseren in één soort. Vooral in de 19de eeuw waren de boerkozen van groot belang voor de voedselaanvoer in Brussel. Boerkozen waren afkomstig van de toen nog Brusselse landelijke gemeenten zoals Haren, Sint-Agatha-Berchem, Sint-Jans-Molenbeek en het Anderlechtse Pede en Neerpede en de omliggende dorpen in het Pajottenland en de Zennevallei. In Dilbeek, Schepdaal, Sint-Martens-Bodegem, Sint-Genesius-Rode waren er tot aan de jaren 1980 boerkozen werkzaam. Boerkozen beschikten over kleine percelen waar ze onder andere groenten zoals radijzen, wortelen, prei, uien, selder, kool en bladgroenten (voornamelijk sla), maar ook fijne groenten zoals waterkers en kruiden zoals dille werden geteeld, evenals fruit (aardbeien, meloenen onder glas ...). De tuinen waren meestal onderverdeeld in kleinere percelen van 1 are per gewas. Traditioneel verkochten ze hun groenten op de Brusselse vroegmarkt en de markten aan de Sint-Gorikshallen of de Grote Markt waar de Brusselaars hun inkopen deden. Ze verzorgden individueel hun transport met de (paarden)tram, hondenkar of paard en kar en later per vrachtwagen. Voor het transport werden de waren in bakken geplaatst die voorzien waren van een eigen brandmerk per boerkoos.

### De Koninlijke Boerkozenbond
In 1886 werd de Boerkozenbond opgericht. De vereniging had als doel de belangen van de tuinders te verdedigen en geschillen te vermijden. Boerkozen die op de vroegmarkt van Brussel hun producten aanboden waren elk afzonderlijk aangewezen waren op de marktvoorschriften van de stadsdiensten. Dit zorgde voor geschillen over standplaatsen, het binnenrijden in de stad en de beginuren. Tussen 1945 tot 1975 bestond de vereniging uit meer dan duizend leden. Dit aantal nam geleidelijk aan af en in 2008 telde de bond nog slechts een 20-tal leden, waarvan de meesten reeds op rust waren.
In 2008 werd de bond ontbonden en het archief, bestaande uit oude documenten, de officiële zijden vlag van de vereniging uit 1899, een mascotte, medailles ... overgebracht naar het Groentemuseum ’t Grom in Sint-Katelijne-Waver.

### Teloorgang van de boerkozen
Tijdens de oorlogsjaren werden de boerkozen verplicht hun producten te leveren aan een coöperatie tegen vastgestelde en vrij ongunstige prijzen. Maar ook naar de Tweede Wereldoorlog verslechterde de situatie van de stiel. Zowel de teelt als de verkoop werden aan verschillende verplichtingen onderworpen en ook de opkomst van vrachtwagen als transportmiddel speelde een rol. Kleine telers werden stilaan verdrongen door groothandelaars die hun producten importeerden uit Spanje of Italië. Ook het Gemeenschappelijk landbouwbeleid op Europees niveau dat productievere en dus grotere boerderijen voorzag zorgde ervoor dat monocultuur aan een opmars begon en stimuleerde de opkomst van economische activiteiten die een grote oppervlakte vereisten. Hierdoor was het economisch model van de traditionele landbouw voorbij gestreefd. Ook de gemondialiseerde markt zorgde voor prijsdalingen. Door het ontstaan van de veilingen in onder andere Zellik werden de tuinders bovendien ontmoedigd om zelf hun waren aan de man te brengen en gestimuleerd om ze naar de veiling te brengen.
De toenemende verstedelijking en de bevolkingsgroei in Brussel zorgden tevens voor een toenemende druk op de boerkoos. Percelen werden onteigend voor de bouw van woningen en winkelcentra.

### Boerkozen anno 2020
Sinds 2015 is de stadslandbouw aan een opmars bezig. Via verschillende acties en programma's wil de overheid lokale landbouw stimuleren en inzetten op biologische en korte keten teelten. Het aantal stadslandbouwers verdubbelde zo op 3 jaar tijd en steeg in 2018 tot 61.